# Mohammedan SC
Der Dhaka Mohammedan SC (bengalisch মোহামেডান স্পোর্টিং ক্লাব) ist ein Sportverein in Dhaka, Bangladesch. Neben dem Fußball hat der Verein auch Abteilungen in den Sportarten Cricket, Volleyball, Badminton und Schach, in denen er ebenfalls zahlreiche Meisterschaften und Erfolge erringen konnte.
Die Profimannschaft des Fußballs spielt aktuell in der höchsten Liga des Landes, der Bangladesh Premier League. Seit 1957 gewannen die Fußballer 19 Meisterschaften und etliche Vizemeisterschaften. Während der 1990er Jahre nahm man regelmäßig an den Kontinentalwettbewerben der AFC teil. Dabei war der größte Erfolg das Erreichen der 3. Runde des Pokals der Pokalsieger 1992/93.
Neben dem Abahani Ltd sind die Fußballer von Dhaka Mohammedan SC die erfolgreichsten des Landes.

## Vereinserfolge

### National
- Dhaka Liga

Meister 1957, 1959, 1961, 1963, 1965, 1966, 1969, 1975, 1976, 1978, 1980, 1982, 1986, 1987, 1988/89, 1993, 1996, 1999
- National Championship

Meister 2001/02, 2005/06, 2024/25
Vizemeister 2000, 2003
- B. League

Vizemeister 2007, 2008
- Federation Cup

Gewinner 1980, 1981, 1982, 1983, 1987, 1989, 1995, 2002, 2008, 2009, 2022/23
Finalist 1988, 1991, 2000, 2003, 2023/24
- Independence Cup: 1981, 1991, 2014

## Stadion

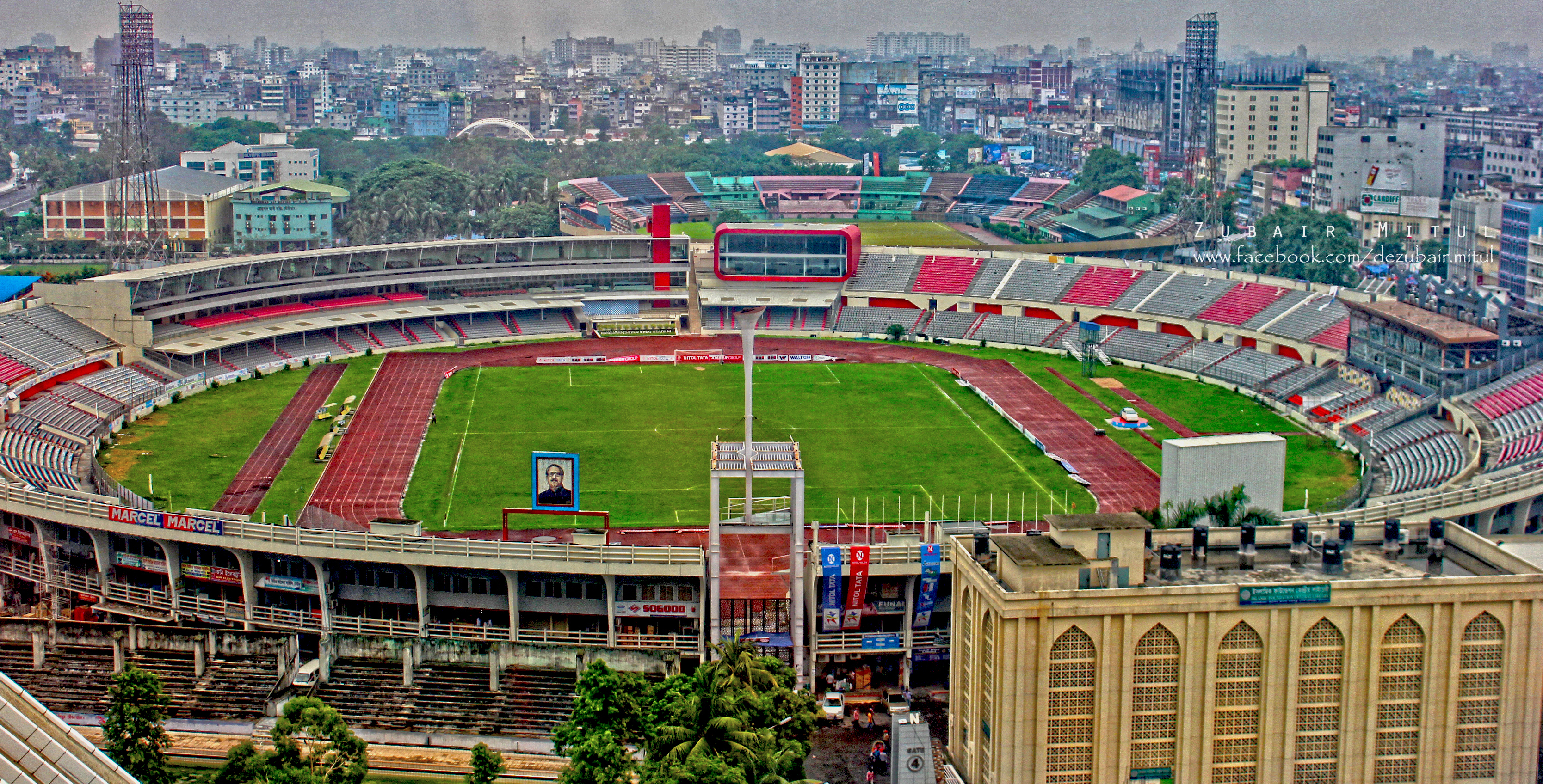
National Stadium in Dhaka

Seine Heimspiele trägt der Verein im National Stadium in Dhaka aus. Das Stadion hat ein Fassungsvermögen von 36.000 Personen.

## Spieler
Stand: 11. Januar 2022
| Nr. |                | Position | Name                  |
| --- | -------------- | -------- | --------------------- |
| 1   | Bangladesch    | TW       | Ahsan Habib Bipu      |
| 2   | Bangladesch    | AB       | Masud Rana Mredha     |
| 3   | Bangladesch    | AB       | Rajib Hossain         |
| 4   | Australien     | AB       | Aaron Reardon         |
| 5   | Nordmazedonien | AB       | Jasmin Mecinovikj     |
| 6   | Bangladesch    | MF       | Anik Hossain          |
| 7   | Bangladesch    | MF       | Sayed Rakib Khan Evan |
| 8   | Bangladesch    | MF       | Shamol Bepari         |
| 9   | Bangladesch    | ST       | Amir Hakim Bappy      |
| 10  | Mali           | ST       | Souleymane Diabate    |
| 11  | Bangladesch    | MF       | Jafar Iqbal           |
| 12  | Bangladesch    | MF       | Sahed Hossain         |
| 14  | Bangladesch    | AB       | Algamir Mollah        |
| 15  | Bangladesch    | ST       | Toklis Ahmed          |
| 16  | Nigeria        | MF       | Ugochukwu Obi Moneke  |
| 17  | Bangladesch    | MF       | Mamunul Islam         |

| Nr. |             | Position | Name                |
| --- | ----------- | -------- | ------------------- |
| 18  | Bangladesch | MF       | Shahriar Emon       |
| 19  | Bangladesch | AB       | Abid Hossain        |
| 20  | Bangladesch | ST       | Saief Samsud Nurat  |
| 21  | Bangladesch | MF       | Farhad Mona         |
| 22  | Bangladesch | TW       | Shakib Al Hasan     |
| 23  | Bangladesch | AB       | Sadat Hamid         |
| 24  | Bangladesch | MF       | Ashraful Haque Asif |
| 25  | Bangladesch | AB       | Sadekujaman Fahim   |
| 27  | Bangladesch | MF       | Minhaj Abedin Ballu |
| 29  | Bangladesch | AB       | Sagor Sarkar        |
| 30  | Bangladesch | TW       | Sujon Hossain       |
| 31  | Bangladesch | AB       | Hafijur Rahman Tapu |
| 32  | Bangladesch | AB       | Emon Khan           |
| 33  | Bangladesch | TW       | Rakib Hossain       |
| 37  | Bangladesch | MF       | Seikh Galib Newaz   |

## Trainerchronik
Stand: 18. Juni 2023
| Trainer                      | Nation      | von                | bis               |
| ---------------------------- | ----------- | ------------------ | ----------------- |
| Saiful Bari Titu             | Bangladesch | 9. Juni 2005       | 10. Dezember 2008 |
| Saiful Bari Titu             | Bangladesch | 1. Juni 2012       | 2. Dezember 2013  |
| Rui Batista                  | Portugal    | 1. Januar 2014     | 30. Juni 2014     |
| Kazi Joshimuddin Ahmed Joshi | Bangladesch | 1. Juli 2015       | 30. Juni 2017     |
| Syed Nayeemuddin             | Indien      | 1. Juli 2017       | 31. Oktober 2017  |
| Rashed Pappu                 | Bangladesch | 1. November 2017   | 30. Juni 2018     |
| Chris Evans                  | Wales       | 19. September 2018 | 3. Januar 2019    |
| Ali Asgar Nasir              | Bangladesch | 3. Januar 2019     | 16. Februar 2019  |
| Sean Lane                    | England     | 4. April 2019      | 29. Mai 2022      |
| Shafiqul Islam Manik         | Bangladesch | 4. Juni 2022       | 1. April 2023     |
| Alfaz Ahmed                  | Bangladesch | 2. April 2023      |                   |

## Erläuterungen / Einzelnachweise
1. ↑  rsssf.org: Übersicht der Meister aus Bangladesch
2. ↑  Kader Mohammedan SC. In: transfermarkt.de (deutsch). Abgerufen am 11. Januar 2022.
3. ↑  Trainerchronik Mohammedan SC. In: transfermarkt.de (deutsch). Abgerufen am 18. Juni 2023.